# Rubired
Rubired ist eine Rotweinsorte. Es handelt sich um eine Neuzüchtung von Harold Olmo zwischen den Sorten Alicante Ganzin und Tinto Cão. Die Kreuzung erfolgte bereits im Jahr 1938 an der University of California in Davis in Kalifornien. Sie wurde im Jahre 1958 zeitgleich mit der Sorte Royalty herausgebracht. Zuchtziel war es, tiefdunkle Weine zur Erzeugung eines kalifornischen Pendants zum Portwein herzustellen. In Kalifornien belegt sie mehr als 4.000 Hektar Rebfläche und wird vor allem im Central Valley angebaut. Kleinere Bestände gibt es auch in Australien (ca. 600 Hektar) und Mexiko (ca. 500 Hektar).
Die wuchskräftige und ertragreiche Sorte erbringt Rotweine mit sehr dunkler Farbe. Sie ist daher sehr gut als Färbertraube (international auch Teinturier genannt) geeignet und wird als farbgebender Verschnittpartner für kalifornischen Wein und für das Einfärben von Traubensaft verwendet.
Rubired ist wie die meisten Rebsorten einhäusig. Einhäusigkeit bezeichnet bei Samenpflanzen das Vorhandensein von weiblichen und männlichen Blüten auf einer Pflanze. Beim Weinbau wird der ökonomische Nachteil vermieden, keinen Ertrag liefernde männliche Pflanzen anpflanzen zu müssen.
Synonyme: Rubyred
Abstammung : Alicante Ganzin × Tinto Cão